# Charles F. Buck

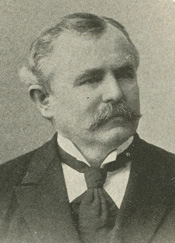
Charles F. Buck, vor 1897

Charles Francis Buck (* 5. November 1841 in Dürrheim, Baden; † 19. Januar 1918 in New Orleans, Louisiana) war ein US-amerikanischer Politiker deutscher Herkunft. Zwischen 1895 und 1897 vertrat er den Bundesstaat Louisiana im US-Repräsentantenhaus.

## Leben
Charles Buck wurde 1841 im heutigen Bad Dürrheim geboren, das damals zum Großherzogtum Baden gehörte. 1852 wanderte er zusammen mit seinen Eltern in die Vereinigten Staaten aus. Die Familie ließ sich in New Orleans im Staat Louisiana nieder. Bis 1861 besuchte Buck die dortige High School. Danach studierte er am Louisiana State Seminary und der angeschlossenen Militärakademie. Aus dieser Anstalt ging die heutige Louisiana State University hervor. Nach einem anschließenden Jurastudium und seiner im Jahr 1867 erfolgten Zulassung als Rechtsanwalt begann er in New Orleans in seinem neuen Beruf zu arbeiten.
Buck war über viele Jahre Mitglied im Schulausschuss der Stadt New Orleans. Zwischen 1880 und 1884 fungierte er auch als juristischer Vertreter dieser Stadt. Politisch schloss sich Buck der Demokratischen Partei an. Bei den Kongresswahlen des Jahres 1894 wurde er im zweiten Wahlbezirk von Louisiana in das US-Repräsentantenhaus in Washington gewählt, wo er am 4. März 1895 die Nachfolge des nicht mehr kandidierenden Robert C. Davey antrat. Da Buck im Jahr 1896 auf eine erneute Kandidatur verzichtete, konnte er bis zum 3. März 1897 nur eine Legislaturperiode im Kongress absolvieren. Anschließend fiel sein Mandat wieder an Robert Davey, der sich zu einem politischen Comeback entschlossen hatte.
Nach seiner Zeit im US-Repräsentantenhaus arbeitete Buck wieder als Anwalt. In den Jahren 1896 und 1904 bewarb er sich erfolglos um das Amt des Bürgermeisters von New Orleans. Von 1898 bis 1900 gehörte er dem Ausschuss des Obersten Gerichtshofes von Louisiana an, der über die Zulassungsanträge zur Anwaltskammer des Staates entschied. Charles Buck starb am 19. Januar 1918 in New Orleans und wurde dort auch beigesetzt.